# Unge hjerter
Unge hjerter er en norsk stumfilm fra 1917, som regnes som tabt.
Filmen havde premiere i Palads-teateret 9. juni 1917. Ifølge fotografen Ottar Gladtvet, som beskriver indspilningen i sin selvbiografi, blev dele af filmen indspillet udenfor Røros i påsken. 
Et forlovet par oplever at begge, at på hver sin måde falder det for nogen andre. De tilstår dette for hinanden, ængstelige for den andens reaktion, men da det viser sig at det begge er forelsket i en anden bliver det til nye forlovelser og glæde.

## Medvirkende
- Fru Kittelsen -  Harriet Wold
- Henning Eriksen - Ragnar Berntzen
- Jens Selmer - præsten
- Gunvor Arntzen - Anna, præstens datter
- Kaare Knudsen - Wang
- Robert Sperati
- Hildur Øverland - præstens husholderske